# Brodick Castle

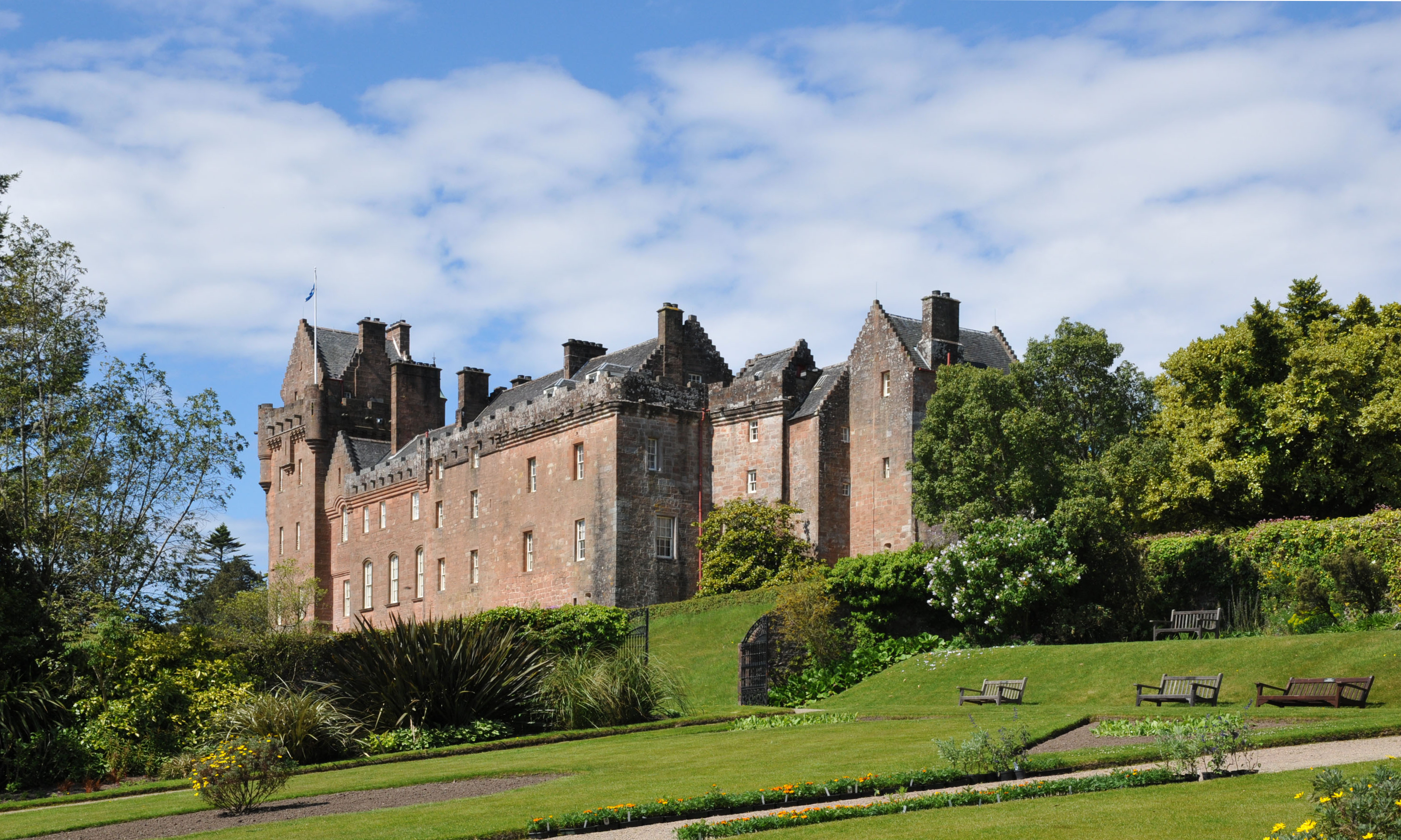
Ansicht des Schlossgebäudes von Osten über den Walled Garden

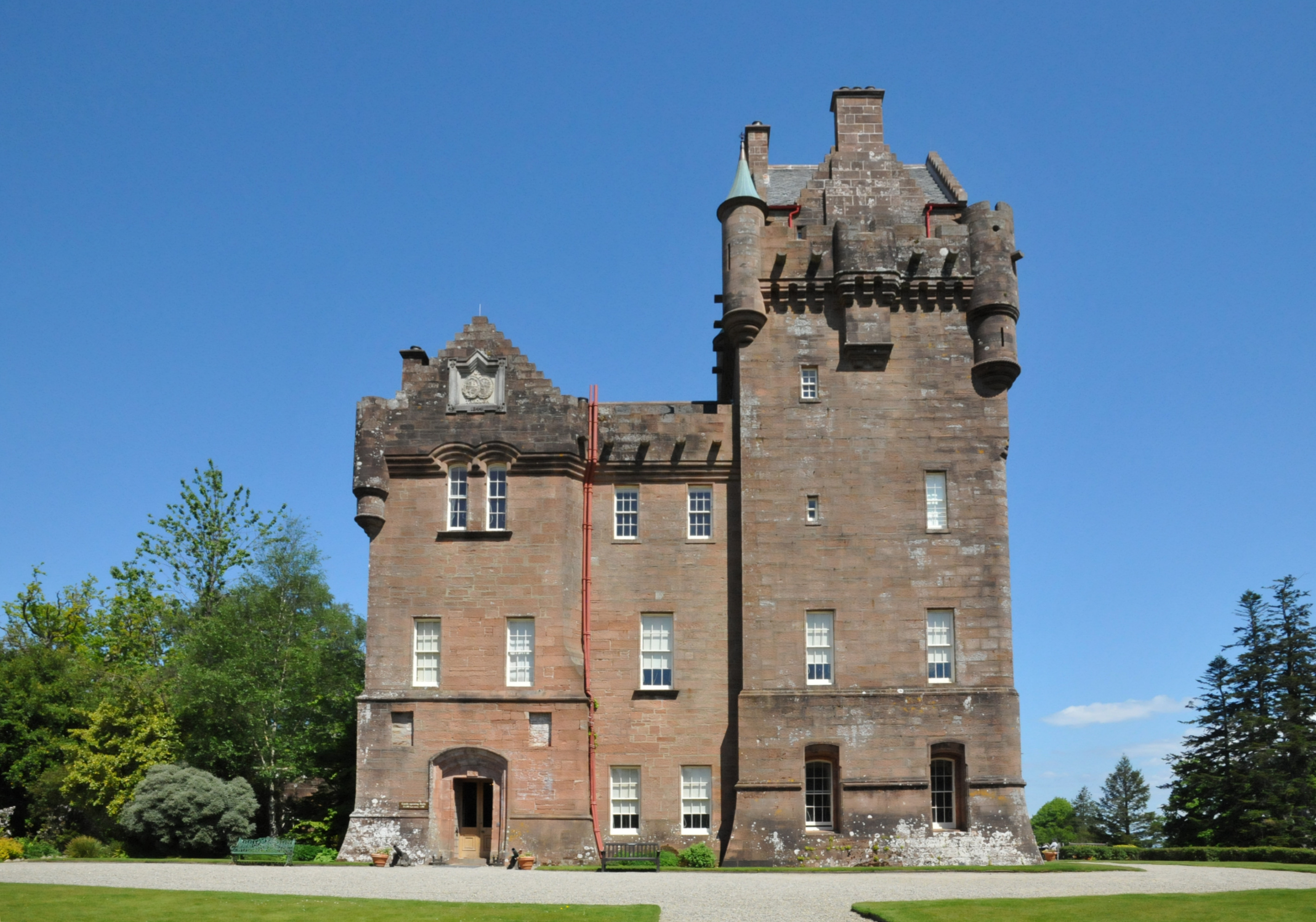
Ansicht des Schlossgebäudes von Südwesten

Brodick Castle ist ein Schloss auf der schottischen Insel Arran nahe der Stadt Brodick. Es steht auf einem flachen Plateau auf der Ostseite der Insel am nördlichen Ufer der Bucht von Brodick. Im Nordwesten erhebt sich hinter dem Schloss der 874 Meter hohe Goatfell.
Die heutige Anlage ist aus einem Wikingerfort hervorgegangen. Aus jener Zeit stammt auch der heutige Name des Schlosses: Brodick bedeutet in der Altnordischen Sprache „große Bucht“ (englisch broad bay). Nach der Schlacht von Largs an den schottischen König abgetreten, nutzte dieser die Anlage als einen von insgesamt drei königlichen Stützpunkten auf der Insel; neben Brodick standen ihm noch Lochranza und Kildonan Castle zur Verfügung.
Auf den Fundamenten der Wikinger-Anlage entstand im 13. Jahrhundert unter den Stewarts von Menteith eine neue Burg, die allmählich und über Jahrhunderte hinweg zum heutigen Schloss im Stil des Scottish Baronials aus- und umgebaut wurde. Eine letzte große bauliche Veränderung erfolgte in den 1840er Jahren durch die Herzöge von Hamilton, denen Brodick Castle seit dem letzten Viertel des 15. Jahrhunderts gehörte und deren Stammsitz es bis zum Ende des 17. Jahrhunderts war. Nach dem Tod von Mary Louise Hamilton im Jahr 1957 ging das Schloss samt 600 Acres (rund 243 Hektar) Ländereien in staatlichen Besitz über und wird seither vom National Trust for Scotland (NTS) verwaltet. Brodick Castle ist damit der älteste noch bewohnbare Besitz dieser Institution.
Seit dem 14. April 1971 steht die Anlage inklusive des zugehörigen Parks und Gartens als Listed Building der Kategorie A unter Denkmalschutz. 1987 wurden die Außenanlagen in das Inventory of Gardens and Designed Landscapes in Scotland aufgenommen.
Das Schlossgebäude kann von April bis Oktober entgeltlich besichtigt werden. In seinen Räumen ist eine Sammlung von Möbeln, Silberwaren, Porzellan und Gemälden ausgestellt, darunter zahlreiche Stücke aus der Sammlung des exzentrischen Autors und Architekten William Beckford of Fonthill. Brodicks Schlosspark mit seiner berühmten Rhododendron-Sammlung ist das ganze Jahr über für Besucher geöffnet. Doch obwohl das Schloss zu den bedeutendsten Objekten in der Obhut des National Trust zählt, ist es mit rund 400.000 Pfund Defizit im Jahr zugleich auch sehr verlustreich.

## Geschichte

### Die Anfänge
Arran gehörte etwa seit dem 6. Jahrhundert zum skotischen Kleinkönigreich Dalriada. Den Skoten folgten Wikinger als Herren der Insel, die am Ort des heutigen Schlosses eine erste Befestigung bauten. Durch ihre Lage kontrollierte sie die Einfahrt in den Firth of Clyde und damit den Seezugang zu einem Großteil der schottischen Westküste. In der Folgezeit war diese strategisch wichtige Anlage deshalb oft umkämpft. In den 1260er Jahren, vor der Schlacht von Largs, befand sie sich in den Händen der MacDonalds.
Nachdem die Wikinger Arran nach der verlorenen Schlacht von Largs im Jahr 1263 endgültig an den schottischen König Alexander III. hatten abtreten müssen, integrierte dieser die Insel in das Königreich Schottland und vergab das Land an die Stewarts von Menteith. Die Familie errichtete vielleicht um 1265 auf den Fundamenten des alten Wikingerforts eine erste steinerne Burg. Bei ihr handelte es sich um eine 30 mal 46–48 Meter messende, rechteckige Anlage, die allseitig von einer Ringmauer umgeben war. Zur Landseite im Norden und Nordwesten war sie von einem mindestens 20 Meter breiten Wassergraben geschützt, zur Seeseite hin durch einen steilen Abhang. Innerhalb der Ringmauer stand im Norden ein kräftiger Rundturm mit neuen Meter Durchmesser und ein Saalgeschossbau, der durch einen Treppenturm an seiner Nordostecke erschlossen wurde. Noch im späten 13. oder im frühen 14. Jahrhundert wurde das Burgtor im Westen durch eine vorgelagerte Barbakane oder einen Wachturm mit drei Geschossen verstärkt.

### Schottische Unabhängigkeitskriege (1296–1371) und Zerstörung (1455)
Während des ersten schottischen Unabhängigkeitskrieges wurde die Burg von Truppen des englischen Königs Eduards I. eingenommen und besetzt. Sie stand anschließend unter der Verwaltung von Sir John Hastings, den Eduard I. zum Burgvogt ernannte. Im Jahr 1307 gelang es jedoch Anhängern von Robert the Bruce, die Anlage zurückzuerobern. Anlässlich dieser Kämpfe fand Brodick Castle zum ersten Mal schriftlich Erwähnung. Robert verfolgte, um englische Eroberungen zu unterbinden, eine Zerstörung zahlreicher schottischer Burgen; so wurden 1314 Roxburgh, Edinburgh und Stirling zerstört. Er verheiratete seine Tochter Marjorie mit Walter Stewart, 6. High Steward of Scotland. Deren gemeinsamer Sohn Robert erbte die Ansprüche auf Arran und damit auf die Burg von Brodick, als der Menteith-Zweig der Stewarts in männlicher Linie ausstarb. Als Robert 1371 als erstes Mitglied der Stewart-Familie den schottischen Thron bestieg, wurde Brodick Castle damit Eigentum der schottischen Krone. 1351 hatten englische Truppen die Anlage jedoch zerstört. Nach ihrem Wiederaufbau präsentierte sie sich erneut als eine geschlossene Anlage, deren hohe Ringmauer nicht nur steinerne Bauten umschloss, sondern auch diverse Wirtschaftsgebäude aus Holz und Fachwerk wie zum Beispiel Küchen, ein Brauhaus, Scheunen, Ställe und eine Kapelle.
1406 sandte König Heinrich IV. von England eine Flotte, welche die Burg vom Meer aus beschoss und schwer beschädigte. Rund 50 Jahre später nutzte der Clan-Chef der MacDonalds of Dunnyweg, Donald Balloch of Islay, die Abwesenheit des Burgverwalters im Jahr 1455, um Brodick gemeinsam mit seinem Cousin John of Islay, Earl of Ross und Lord of the Isles, anzugreifen, zu plündern und anschließend fast dem Erdboden gleichzumachen.

### Stammsitz der Herzöge von Hamilton

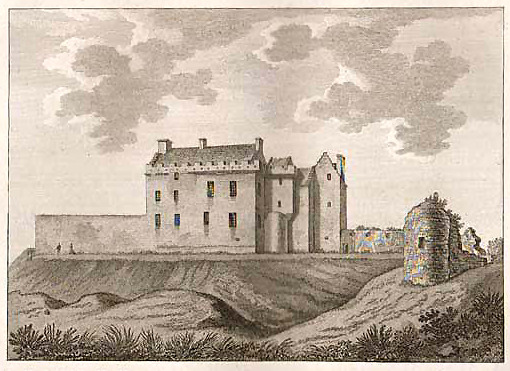
Brodick Castle auf einem Stich von Thomas Vivares, 1790

Mary Stewart, eine Tochter Jakobs II., heiratete 1474 in zweiter Ehe James Hamilton, 1. Lord Hamilton. Sie hatte Arran als Mitgift in ihre erste Ehe eingebracht, sodass ihr Sohn James Boyd die Insel beim Tod des Vaters erbte. Als er 1484 ermordet wurde, kamen Arran und Brodick Castle über Mary an James Hamilton, den Erstgeborenen aus ihrer zweiten Ehe. Er wurde 1503 durch seinen Cousin König Jakob IV. für seine Verdienste am Hof zum Earl of Arran ernannt. Der frischgebackene Earl hatte zuvor erfolgreich die Heirat des Königs mit Margaret Tudor, der Schwester Heinrichs VIII. von England, verhandelt. James Hamilton baute das Schloss ab etwa 1510 wieder auf, doch schon 1528 wurde es bei einem Aufstand erneut beschädigt, denn die Errichtung des Earldoms war auf starken lokalen Widerstand gestoßen und gipfelte in jenem Jahr in einer Revolte, bei der Brodick Castle wieder in Mitleidenschaft gezogen wurde. Nach erneutem Wiederaufbau nutzte Jakob V. die Anlage gemeinsam mit Lochranza Castle als Stützpunkt für seine militärischen Unternehmungen, um die rebellischen Lords of the Isles zu bekämpfen und endgültig zu unterwerfen.
Nach dem Tod Jakobs V. wurde seine Tochter Maria im Alter von nur sechs Tagen zur schottischen Königin gekrönt. Die Regentschaft übte während ihrer Minderjährigkeit der Eigentümer Brodicks, James Hamilton, zweiter Earl of Arran, aus. Der englische König Heinrich VIII. wollte eine Heirat seines Sohnes Eduard mit Maria erzwingen und schickte deshalb 4000 Soldaten nach Arran, um dies auf militärischem Weg zu erstreiten. Während des Rough Wooing genannten Konflikts griffen seine Truppen unter dem Kommando des Earls of Lennox, Matthew Stewart, 1544 das Stammschloss des Regenten mit 600 Mann an und belagerten es. Durch Brandschatzung wurde die Anlage erneut stark beschädigt, aber nach Ende des Konflikts 1545 wieder hergerichtet. 1558 beschädigten es englische Truppen, diesmal unter Führung des Earls of Sussex, Henry Radclyffe. Grund dafür war, dass James Hamilton weiterhin die Heirat seines Mündels hinauszögerte, sodass die englische Königin Elisabeth I. den gleichen Weg wie ihr Vorgänger einschlug und Brodick angreifen sowie die Umgegend verwüsten ließ. 1604 war die Anlage stark heruntergekommen, denn die dort stationierten Offiziere vernachlässigten die angemessene Unterhaltung. Ihr damaliger Eigentümer, James Hamilton, 2. Marquess of Hamilton, wohnte schon geraume Zeit nicht mehr auf dem Schloss, sondern weilte am englischen Hof in London. In seinem Namen ließ James Hamilton, Earl of Abercorn, Brodick Castle wieder herrichten. Durch die vielen Beschädigungen, Reparaturen und Wiederaufbauten sowie die damit einhergehenden Veränderungen am Baubestand war das Aussehen der einstigen Burg beträchtlich verändert worden. Der Saalbau war einem typischen schottischen tower house gewichen, und die Rundtürme hatten ein viereckiges Obergeschoss erhalten.
Während der Religionskriege konkurrierten die Campbells und die Hamiltons um die Anlage, sodass diese in der Zeit von 1639 bis 1651 ganze fünf Mal zwischen diesen beiden Familien als Besitzer hin- und herwechselte. James, dritter Marquess of Hamilton, wurde 1643 zum Duke of Hamilton ernannt. Er starb 1649 auf Cromwells Befehl hin auf dem Schafott. Nachdem sein Bruder William kurz nach der Schlacht von Worcester 1651 verstorben war, wurde Brodick im April des folgenden  Jahres von Cromwellschen Truppen besetzt. Sie nutzten Brodick Castle anschließend als Garnison und ließen dazu zahlreiche Umbauten vornehmen. Die Barbakane am Ostende ersetzten sie durch eine starke Batterie, wodurch der Haupteingang an die Südseite verlegt werden musste. Das als Unterkunft genutzte tower house wurde nach Süden um zwei Achsen verlängert, wodurch es anschließend fast doppelt so groß war wie zuvor. Derart verändert erhielt die Familie Hamilton ihr Schloss nach Ende der Cromwell-Ära in den späten 1680er Jahren zurück. Eigentümerin war Anne Hamilton, die Tochter des ersten und Nichte des zweiten Herzogs. Sie war die einzige Frau, die jemals aus eigenem Recht Herzogin von Hamilton wurde. Sie hatte 1660 William Douglas, Earl of Selkirk, geheiratet, der bei der Eheschließung zum dritten Herzog von Hamilton ernannt worden war. Die Philanthropin Anne war sehr wohltätig und ließ zahlreiche Verbesserungen auf der Insel Arran vornehmen. Die Insulaner gaben ihr deshalb den Beinamen „die gute Herzogin“ (englisch the good duchess). Zu Beginn des 18. Jahrhunderts ließ sie Brodick Castle noch einmal umfassend instand setzen. Das Schloss war nicht nur Mittelpunkt der Verwaltung, sondern diente zugleich als vorübergehender Wohnsitz.

### Erweiterung

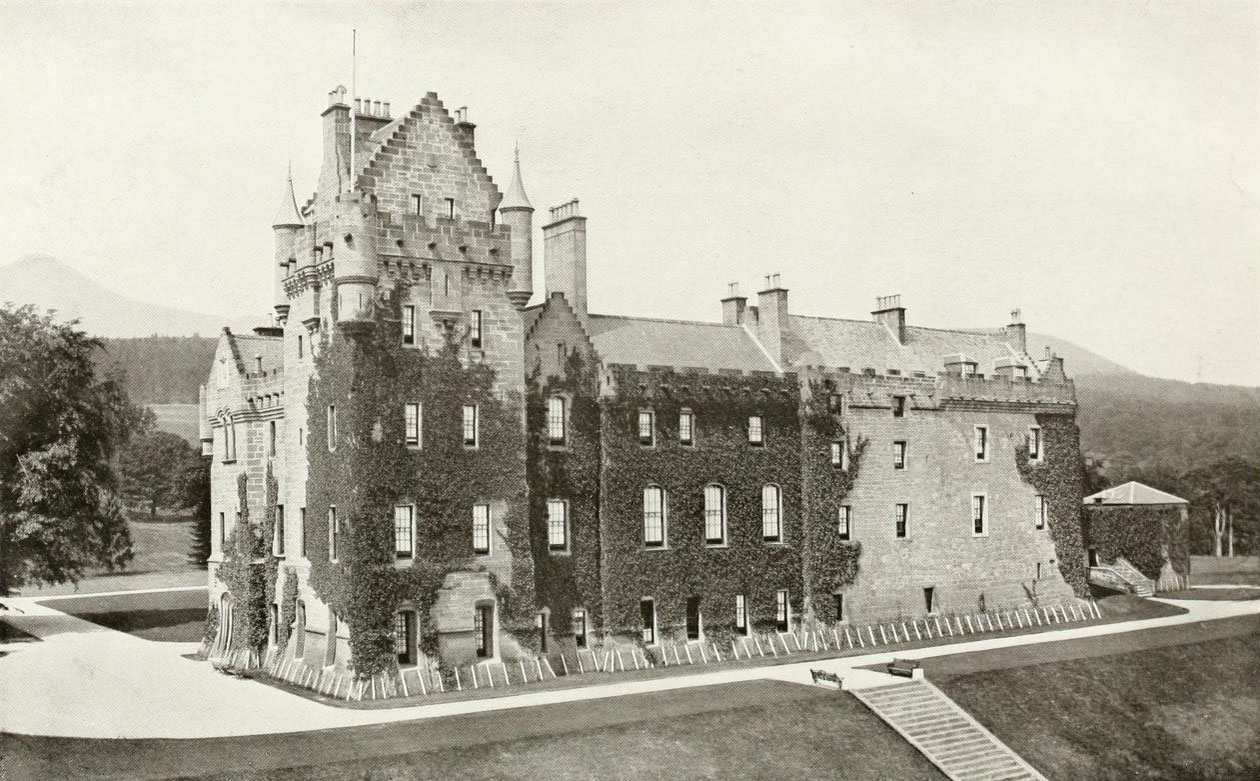
Brodick Castle nach der Erweiterung in den 1840er Jahren

Der zehnte Herzog, Alexander Douglas-Hamilton, heiratete 1810 William Beckfords Tochter Susan Euphemia, die von ihrem Vater zu seiner Alleinerbin gemacht wurde. So kam das riesige Beckford-Vermögen nach dessen Tod 1844 in die Hand der Familie Hamilton. Beckfords große Kunstsammlung wurde zwischen Brodick Castle und Hamilton Palace, dem Hauptwohnsitz der Herzogsfamilie, aufgeteilt. Weil dessen Einrichtung 1822 versteigert und damit in alle Winde verstreut wurde, besitzt Brodick heute die weltweit größte Sammlung an Beckfordiana. Herzog Alexander bot dem seit 1836 aus Frankreich verbannten und an Landschaftsarchitektur interessierten Charles-Louis-Napoléon Bonaparte einige Male Obdach auf seinem Anwesen. Der spätere Kaiser der Franzosen nutzte die Gelegenheit seiner Aufenthalte auf Brodick dazu, dem Herzog Vorschläge zur Gestaltung des Schlossgartens zu machen, die dieser – ebenso wie später sein Nachfolger – aufnahm und umsetzte. Der älteste Sohn Alexanders und Susans, William, heiratete im Februar 1843 die badische Prinzessin Marie von Baden, eine Enkelin Napoleon Bonapartes. Da für das frischverheiratete Paar ein eigenes, repräsentatives Heim nötig war, gab der Bräutigamsvater 1844 die Erweiterung und den Umbau von Brodick Castle in Auftrag. Der schottische Architekt James Gillespie Graham lieferte die Pläne für die Veränderung des Schlosses im Stil des Scottish Baronials. Er schlug anfänglich jedoch wesentlich größere Umbauten vor als sie schließlich verwirklicht wurden. Dem tower house wurden im Süden drei weitere Achsen hinzugefügt. Daran ließ Graham unter anderem einen wuchtigen, mehrstöckigen Turm anschließen. Gleichzeitig wurde auf der Südost-Seite des Gebäudes ein großer Garten angelegt. Der früher das Schloss umgebende Wassergraben war bereits 1813 verfüllt worden. Im Garten ließ William 1848 durch bayerische Handwerker für seine Frau ein Gartenhaus errichten, das sie durch seine besondere Bauweise an ihre Heimat erinnern sollte. Weitere Ausbaupläne für Brodick Castle stammten von William Burn (1854/56–1860), William John Green (1874/75/76) und William Andrews Nesfield (etwa 1882), sie wurden aber allesamt nicht realisiert. Lediglich einige Änderungen an den Bauten auf der Nordseite des Schlosshofs kamen 1918/19 nach den Entwürfen von Reginald Blomfield zur Ausführung.

Mary Louise Hamilton, Fotografie von spätestens 1910

### Übergang an denNational Trust, Erhaltung, Rekonstruktion, Forschung
Beim Tod des zwölften Herzogs von Hamilton, William Douglas-Hamilton, im Jahr 1895, kamen der Titel und die damit verbundenen Besitzungen an einen entfernten Verwandten, der ein Nachfahre des vierten Herzogs war. Brodick erbte Williams einziges Kind, seine Tochter Mary. Durch ihre Heirat 1906 mit James Graham, dem späteren Duke of Montrose, kam die Schlossanlage an dessen Familie. Mary entwarf ab 1919 gemeinsam mit ihrem Schwiegersohn, Major J. P. T. Boscawen, die weitläufigen Gartenanlagen des Schlosses und legte den Grundstein für die heutige Rhododendren-Sammlung. Sie lebte bis zu ihrem Tod 1957 auf Brodick. Ihre Erben boten dem Staat das Anwesen anstelle von Erbschaftssteuern an, und dieser gab es in die Obhut des National Trust for Scotland.
Dieser machte die Anlage der Öffentlichkeit zugänglich und ließ seitdem viele Restaurierungen und Instandsetzungen vornehmen. So wurde zum Beispiel 1981/83 der sogenannte Walled Garden nach dem Plan der 1930er Jahre rekonstruiert und 1992 eines der Sommerhäuser neu errichtet. Bei solchen Arbeiten wurde 1977 ein Verlies entdeckt. Bisher nicht entdeckt wurde hingegen der einer Legende zufolge existierende Geheimgang vom Schloss zur Küste Arrans. Archäologische Untersuchungen in den Jahren 2003 bis 2004 führten zur Entdeckung von mittelalterlichen Brennöfen für die Bereitstellung von Baumaterial.
Brodick Castle verzeichnete in den vergangenen rund zehn Jahren immer sehr stark schwankende Besucherzahlen. 2012 fanden nur etwa 27.000 Besucher den Weg dorthin. Zum Vergleich: Die ungefähr gleich große Ruine von Linlithgow Palace, die in der Obhut von Historic Scotland ist, zählte im Jahr 2011 über 62.000 Besucher. Nach Rekord-Besucherzahlen von über 79.000 in 2015, reduzierte sich der Besucherstrom im Jahr darauf wieder auf knapp unter 28.000. 2019 erlebte die Anlage mit 68.423 Besuchern einen erneuten Boom, dem durch die Schutzmaßnahmen während der COVID-Pandemie ein drastischer Rückgang auf knapp 13.000 Besucher folgte. 2024 betrug die Besucherzahl etwa 48.000 Personen.

## Beschreibung
Brodick Castle steht inmitten eines ausgedehnten Schlossparks, der von einem mehr als zehn Meilen (rund 16 km) langen Wegenetz durchzogen ist. Eine breite Allee führt vom Haupteingang im Osten des Schlossareals zum Hauptgebäude aus rotem Sandstein, das im Laufe seiner Geschichte mehrfach stark beschädigt, dann wiederaufgebaut und dabei verändert sowie erweitert wurde. Dem Besucher fällt der Unterschied zwischen Altem und Neuem jedoch nicht sofort ins Auge, denn neuere Ergänzungen imitieren die Form und das Material der älteren Bausubstanz. Bei genauer Betrachtung sind aber besonders an der südlichen Längsseite des Schlosses die Nahtstellen der einzelnen Bauphasen erkennbar.

### Äußeres

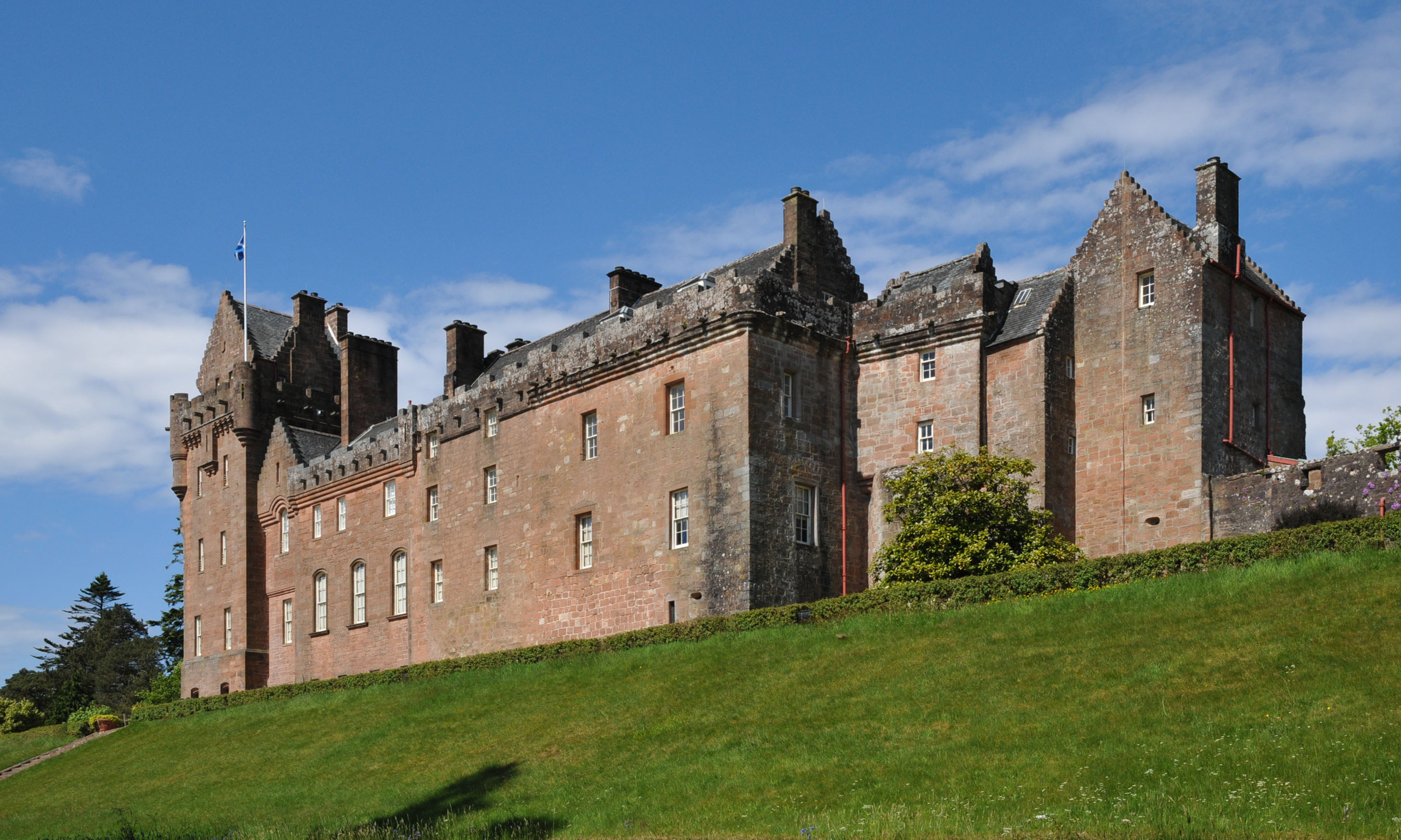
Hauptgebäude des Schlosses, Ansicht von Südosten

Brodicks Hauptgebäude ist ein länglicher Bau, dessen einzelne Teile aus unterschiedlichen Epochen stammen. Kern ist ein spätmittelalterliches tower house aus dem 15. Jahrhundert mit drei Geschossen. Sein Keller mit der einstigen Burgküche und sein Erdgeschoss stammen vielleicht noch von einem Vorgängerbau aus dem 13. Jahrhundert. Sein Obergeschoss wird von einem leicht vorkragenden, zinnenbewehrten Wehrgang mit Pseudo-Maschikulis abgeschlossen. Im Nordosten schließen sich nacheinander zwei Anbauten an, die den Kernbau mit dem ehemaligen ebenfalls dreigeschossigen, aber leicht höheren Torturm der Anlage verbinden. Diesem ist östlich eine eingeschossige Artillerieplattform vorgelagert, in deren südlicher Außenmauer der frühere Haupteingang liegt.
Südwestlich schließt sich dem Kernbau der sogenannte Mittelbau aus dem 17. Jahrhundert an. Auch seine drei Geschosse werden von einem Wehrgang abgeschlossen. Die großen Südfenster in den Obergeschossen verdeutlichen das jüngere Baudatum dieses Gebäudeteils und unterteilen ihn in vier Achsen. Den südlichen Eckpunkt des Schlosses bildet ein massiger Vierecksturm mit vier Geschossen und Ecktourellen im obersten Geschoss. Abgeschlossen ist er von einem Satteldach mit Stufengiebeln. Ihm schließt sich nördlich ein dreigeschossiger Bau an, der wie er aus der frühviktorianischen Zeit stammt. Dort befindet sich das heutige Hauptportal. Im Treppengiebel des Obergeschosses findet sich das Familienwappen der Hamiltons mit ihrem Motto Through sowie der Jahreszahl 1844. Es weist sie als Bauherren dieses Teils des Schlosses aus. Die gesamte südliche Partie des Schlosses weist Ähnlichkeiten zu zwei weiteren Projekten seines Architekten James Gillespie Graham auf: dem Westflügel von Taymouth Castle (etwa 1839) und dem Hauptteil von Ayton Castle aus dem Jahr 1846.
An der zum Hof zeigenden Rückseite des Hauptgebäudes stehen diverse flache Anbauten aus der Zeit des frühen 19. bis frühen 20. Jahrhunderts. Sie dienten unter anderem als Vorratskammern, Kühlhaus, Kohlenlager und zu Sanitärzwecken. Der eingeschossige Gebäudekomplex an der Nordseite des Schlosshofs wird Bobbie’s Building genannt und ist jüngeren Datums. Er stammt aus dem Jahr 1921.

### Innenräume
Durch das Portal im viktorianischen Südteil des Schlosses betritt der Besucher die großzügige Eingangshalle. Von dort sind die Verwaltungsräume sowie eine nicht öffentliche Bibliothek des National Trust zu erreichen. Die stuckierte Kassettendecke stammt noch von der Schlosserweiterung unter James Gillespie Graham in den 1840er Jahren. Der große Kamin mit Hartholzeinfassung stammt indes aus dem Jahr 1925. Sein Aufsatz zeigt das geschnitzte Wappen der Hamiltons sowie deren Motto Through. Der Legende nach hat sich dieses als Familiendevise etabliert, nachdem sich Sir Gilbert Hamilton bei seiner Flucht 1323 aus englischer Gefangenschaft als Holzfäller verkleidet hatte. Through war zu jener Zeit der bei Waldarbeitern übliche Ruf, um vor umfallenden Bäumen zu warnen. Als die verfolgenden englischen Soldaten eben jenen Ruf aus dem Wald hörten, interpretierten sie ihn derart, dass der Verfolgte durch den Wald gelaufen sei (das englische „through“ bedeutet „durch“), und begaben sich auf eine falsche Fährte. Hamilton blieb sicher zurück und konnte so seinen Häschern entkommen. 87 Hirschgeweihe und ein Satz aus sechs kleinen Gemälden von James Pollard aus den Jahren 1832 bis 1833, die sich thematisch dem St Albans Grand Steeplechase widmen, verdeutlichen die Leidenschaft des zwölften Herzogs von Hamilton für die Jagd und den Reitsport.

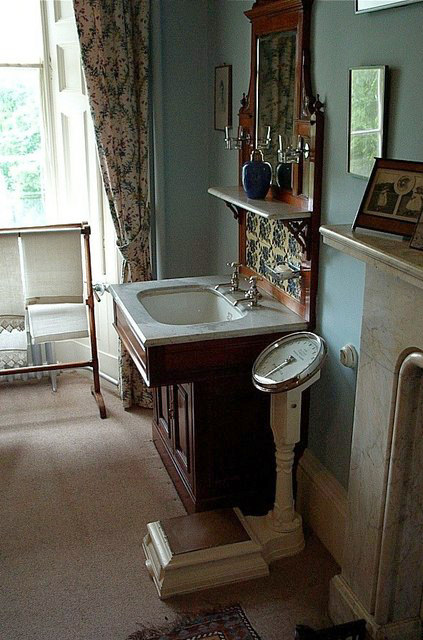
Badezimmer

Eine breite, massive Holztreppe führt von der Eingangshalle zu den Räumen des ersten Stockwerks und endet in einem kleinen Vorraum, in dem heute zahlreiche Stücke aus der Kunstsammlung William Beckfords ausgestellt sind. Von dort sind über einen langen, schmalen Flur, der Roten Galerie, nicht nur die öffentlichen Repräsentationsräume des Schlosses erreichbar, sondern auch die herzoglichen Privaträume. Letztere umfassen unter anderem ein Ankleidezimmer, dessen Mobiliar in das 18. und 19. Jahrhundert datiert. Lediglich ein Messingbett stammt aus viktorianischer Zeit. In einem angegliederten kleinen Zimmer präsentiert sich dem Besucher eine Badezimmerausstattung des 19. Jahrhunderts aus Mahagoniholz. Diese ist jedoch – im Gegensatz zur übrigen Schlossausstattung – nicht original aus Hamiltonbesitz, sondern wurde erst vom National Trust for Scotland dort eingebaut. Vom Ankleidezimmer gelangt man in ein Schlafzimmer, das zuletzt von Mary Louise Hamilton genutzt wurde. Fast alle Möbel in diesem Raum stammen aus dem 18. Jahrhundert. Wichtigstes Stück darunter ist eine Kommode aus Padouk-Holz, die noch aus der Zeit König Georgs II. stammt. Dem Schlafzimmer angeschlossen ist das sogenannte Boudoir, das private Wohnzimmer der Herzogin von Montrose. Zu dessen wertvollsten Ausstattungsstücken zählen ein niederländischer Büroschrank mit Einlegearbeiten, ein englischer Eckschrank aus Walnussholz und ein Aquarell William Turners, das den Beckford-Sitz Fonthill Abbey zeigt.
Mit einem großen Salon, der Drawing Room (deutsch Rückzugs- oder Herrenzimmer, abgeleitet vom englischen Verb to withdraw) genannt wird, beginnt die Abfolge der öffentlichen Räume, die der Repräsentation vorbehalten waren. Der Drawing Room ist der größte Raum des gesamten Schlosses. Seine Wände waren früher mit grünem Seidendamast verkleidet, weshalb er auch Grüner Salon genannt wurde. Seine aufwändig gestaltete Stuckdecke ist die am reichsten verzierte Decke in Brodick Castle. Sie wurde 1844 von italienischen Künstlern geschaffen und zeigt den Stammbaum des elften Herzogs von Hamilton bis hin zum schottischen König Jakob II. Fast sämtliches Mobiliar des Salons ist französischen Ursprungs und stammt aus dem 18. Jahrhundert, so zum Beispiel eine Kommode des Kunsttischlers Leonard Boudin. Eine Ausnahme davon bildet ein großer Kronleuchter, der ursprünglich auf Buchanan Castle in Stirlingshire, dem einstigen Wohnsitz des sechsten Herzogs von Montrose, verwendet wurde. Der Marmorkamin stammt noch aus der Zeit des Barocks. An den Wänden hängen mehrere Gemälde namhafter Künstler, darunter ein Porträt Mary Louise Hamiltons von Philip Alexius de László aus dem Jahr 1912 und zwei Werke von Antoine Watteau.
Der Drawing Room besitzt eine Verbindung mit der Bibliothek. Diese befindet sich im Mittelbau des 17. Jahrhunderts, was sich unter anderem an den tiefen Fenstergewänden und damit den dicken Mauern erkennen lässt. Das Zimmer wurde aber beim Graham-Umbau verändert; so stammt zum Beispiel seine Stuckdecke aus den 1840er Jahren. Neben weiteren Beckfordiana findet sich in der Bibliothek ein großer, runder Holztisch mit Intarsien in der Form der Initialen M & D. Er war ein Hochzeitsgeschenk an das elfte Herzogspaar. Der Kamin aus schwarzem Marmor zeigt einmal mehr das Motto der Hamilton-Familie. Gleich zwei Türen führen von der Bibliothek ins Esszimmer, das im ältesten Schlossteil aus dem 16. Jahrhundert liegt. Seine Zimmerdecke stammt von 1844, während das Lambris aus Eichenholz ebenso wie der lange Esstisch erst 1921 von Letheringham Abbey in Suffolk nach Brodick kam. Die Stühle stammen aus dem frühen 19. Jahrhundert und besitzen einen Bezug aus Cordovan-Leder. Über dem 1925 gefertigten, historistischen Kamin im Stil der Neugotik hängt ein Gemälde von Ramsay Richard Reinagle, das einen Boxkampf zwischen William Warr und William Wood darstellt. Ein weiteres, großes Gemälde von John Frederick Herring senior aus dem Jahr 1844, The Dirtiest Derby, zeigt ein Pferderennen. Die Tischdekoration des Raums sowie die ausgestellten Porzellan- und Silberwaren werden jedes Jahr ausgewechselt, um den Besuchern nach und nach alle Stücke der Beckford-Sammlung zu präsentieren. Immer zu sehen ist dabei ein Paar Suppenterrinen in Form von Gänsen aus der chinesischen Qianlong-Zeit des 18. Jahrhunderts.

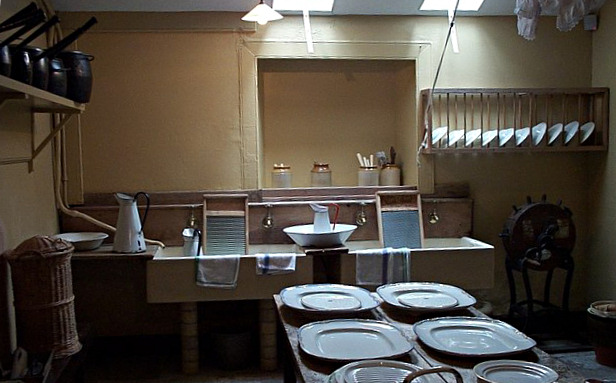
Spül- und Putzküche

Von der Roten Galerie ist auch die große Schlossküche erreichbar. Ihre Höhe erstreckt sich über zwei Stockwerke vom Erdgeschoss bis zur ersten Etage. Von dort konnte früher über einen heute nicht mehr vorhandenen Speiseaufzug das Esszimmer bedient werden. Reste des dazugehörigen Flaschenzugs sind noch in der Küchendecke zu sehen. Die Ausstattung entspricht dem üblichen Inventar einer Großküche des 19. Jahrhunderts. Sie besitzt einen großen Kohleherd mit zwei Feuerstellen und drei Öfen. Zusätzlich ist die Küche mit einem separaten Brotbackofen ausgestattet. Außerdem konnte Fleisch auf einem rotierenden Spieß über offenem Feuer gegrillt werden. Die zahlreich vorhandenen Kupferkochtöpfe sind nicht alle original, im Gegensatz zum Geschirr aus Hartzinn, in welches das Hamilton-Wappen eingeprägt ist. Eine benachbarte Spül- und Putzküche diente zum Vorbereiten der Lebensmittel und zum Abwaschen.
Im ehemaligen Weinkeller des Schlosses sind Teile der großen Beckfordschen Silbersammlung ausgestellt.

### Gärten und Park
Das Schlossareal teilt sich in drei verschiedene Gärten und einen waldartigen Country Park. Letzterer liegt im nördlichen Teil des Geländes und wurde 1980 der Öffentlichkeit zugänglich gemacht. Im dort angesiedelten Country Side Centre können sich Besucher über die Flora und Fauna des Country Parks sowie über die Arbeit der dort tätigen Ranger informieren. Zu den Pflanzen, die im Park wachsen, zählen Aronstab, Wald-Bingelkraut, Echte Lungenflechte, Bärlauch, Englischer Hautfarn und Glockenblumen. An Tieren sind im Country Park unter anderem Dachse, Eichhörnchen, Sperber, Eulen und die in Schottland seltenen Nachtschwalben beheimatet.
Der laut einer Jahreszahl am Nordeingang im Jahr 1710 entstandene Walled Garden (deutsch: ummauerter Garten) ist rundherum von einer Hausteinmauer umgeben. Ursprünglich wurde er als Küchengarten zur Versorgung der Schlossbewohner angelegt. Als 1850 nahe der heutigen Siedlung Cladach ein neuer Obst- und Gemüsegarten in Betrieb genommen worden war, verlor der alte Küchengarten seine ursprüngliche Funktion. Er wurde zu einem formalen Garten umgestaltet und mit Blumen sowie exotischen Pflanzen aus aller Welt bestückt. Sein heutiges Aussehen erhielt er jedoch erst zu Beginn der 1980er Jahre, als der National Trust den mittlerweile verwilderten Garten nach den Entwürfen Mary Louise Hamiltons wiederherstellen ließ. Heute sind dort mehrere Akazien und Zylinderputzer zu finden, ebenso wie Keulenlilien, ein Klebsamenbaum und ein Exemplar aus der Gattung Leptospermum. Im späten Frühjahr sind Teile der Gartenmauer mit den fliederfarbenen Blüten der in den Mauerspalten sitzenden Alpenbalsame bedeckt. Die daneben in den Beeten zu findenden Pflanzen sind so gewählt, dass – unterstützt durch eine jährlich erneuerte Frühjahrs- und Sommerbepflanzung – fast das ganze Jahr hindurch blühende Gewächse zu sehen sind. Die älteste Pflanze ist ein riesiges Exemplar eines Echten Lorbeers, der noch zu der ersten Bepflanzung des Küchengartens aus der ersten Hälfte des 18. Jahrhunderts stammen könnte.
Südlich des Walled Gardens findet sich der Pond and Bog Garden (deutsch Teich- und Moorgarten), der im späten Frühjahr und frühen Sommer in voller Blüte steht. Dafür sorgt unter anderem eine große Zahl von Primeln, die eigentlich in Ostasien beheimatet sind. Das aus Brasilien stammende Mammutblatt ist dort ebenfalls mit vielen Exemplaren vertreten.
Der größte der drei Schlossgärten ist der Woodland Garden genannte Landschaftsgarten, der das gesamte südliche Schlossareal Brodicks einnimmt. Er ist vor allem für seine umfangreiche Sammlung von oft haushohen Rhododendron-Sträuchern weltbekannt und zählt zu den eindrucksvollsten seiner Art in ganz Großbritannien. Die vielen unterschiedlichen Rhododendron-Züchtungen sind einer der Gründe, weshalb Brodick Castle Standort von einer der drei nationalen Pflanzensammlungen des Vereinigten Königreichs ist. Diese Sammlung wird komplettiert durch die im Country Park zu findenden heimischen Pflanzen sowie die vielen exotischen Gewächse im Schlossgarten, die unter anderem aus China, dem Himalaya-Gebiet, Myanmar, Neuseeland, Tasmanien und Chile stammen. Der Landschaftsgarten wurde unter Mary Louise Hamilton angelegt, die ab 1926 gemeinsam mit ihrem Schwiegersohn den Grundstein für die heutige Pflanzensammlung legte. Die ersten Rhododendron-Exemplare kamen als Geschenk aus dem Garten von Muncaster Castle in Cumbria. Diverse weitere Arten fanden durch Expeditionen zum Beispiel von Frank Kingdon-Ward, Joseph Francis Rock und George Forrest ihren Weg in die Schlossgärten Brodicks. Marys Schwiegersohn erweiterte die Pflanzensammlung in den 1930er Jahren durch eine ganze Schiffsladung exotischer Gewächse, die er aus dem Garten seines Onkels von den Scilly-Inseln nach Brodick bringen ließ. 1962 erfuhr der Woodland Garden noch einmal eine Erweiterung, als Sir James Horlick unter anderem diverse Rhododendren aus seinem Garten von Achnamore House auf der Insel Gigha dem Schlossgarten Brodicks zum Geschenk machte. Die entsprechende Gartenpartie heißt heute nach ihrem Gönner Horlick Garden.
Zwei Bauten im Landschaftsgarten sind von besonderem historischen Interesse. Ein versteckt liegender Eiskeller wurde im 19. Jahrhundert dazu genutzt, Schnee und Eis von den Bergen Kanadas in rund sieben Meter Tiefe zu lagern, um sie für die Haltbarmachung von Lebensmitteln zu nutzen. Das außergewöhnlichere der beiden Bauwerke ist aber das Bayerische Sommerhaus (englisch Bavarian Summer House). Es ist das einzige noch existierende von einst vier Gartenhäuschen, die der elfte Herzog von Hamilton errichten ließ. Die übrigen drei wurden durch das zwölfte Herzogspaar stark vernachlässigt, weil es mehr Vergnügen am Reitsport und der Jagd fand als an Gartenarbeit, und so blieben die Pavillons ungenutzt und verfielen allmählich. Einzig das Bayerische Sommerhaus konnte vor dem endgültigen Verfall gerettet werden. Die Besonderheit dieses Holzpavillons liegt in der Dekoration seiner Innenwände und Decke, die vollständig aus kleinen Ästen und Tannenzapfen besteht. 1966 wurde die Wanddekoration durch Schüler der Priory School von der Isle of Wight unter ausschließlicher Verwendung von Material aus dem Schlossgarten wiederhergestellt. Die Decke ist noch im unrestaurierten Original-Zustand.

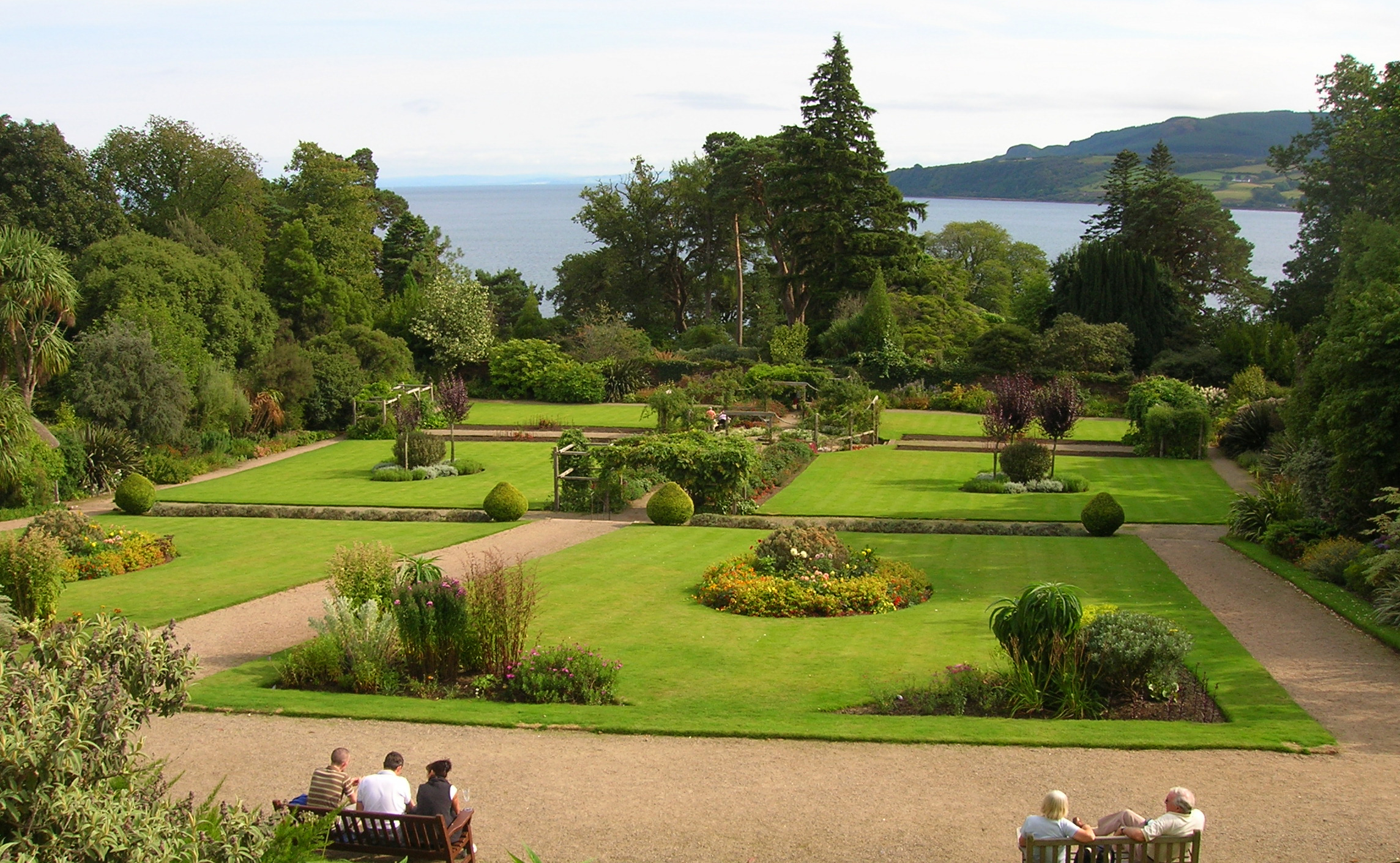
Der Walled Garden, Ansicht von Nordwesten
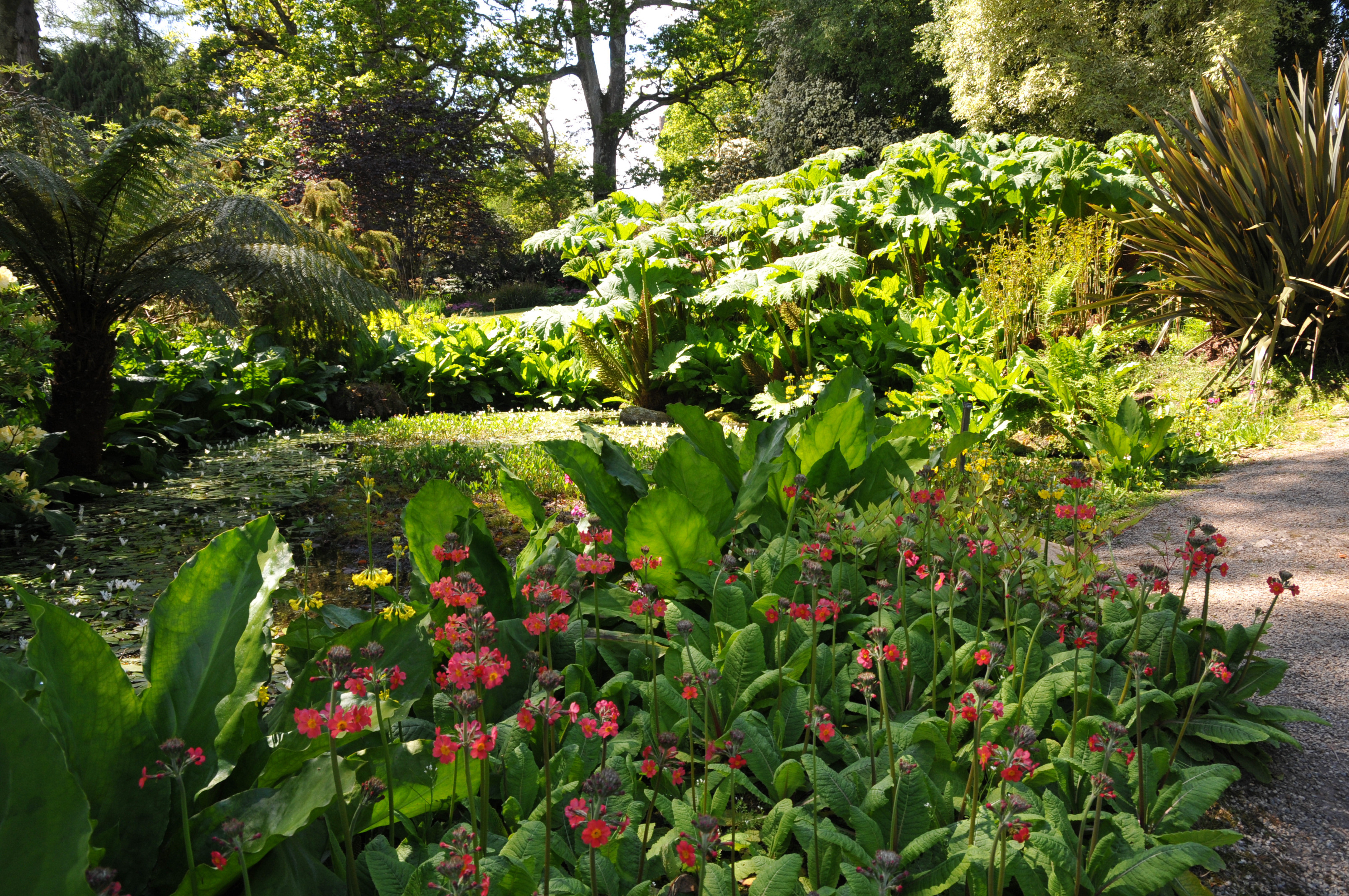
Teil des Pond and Bog Gardens
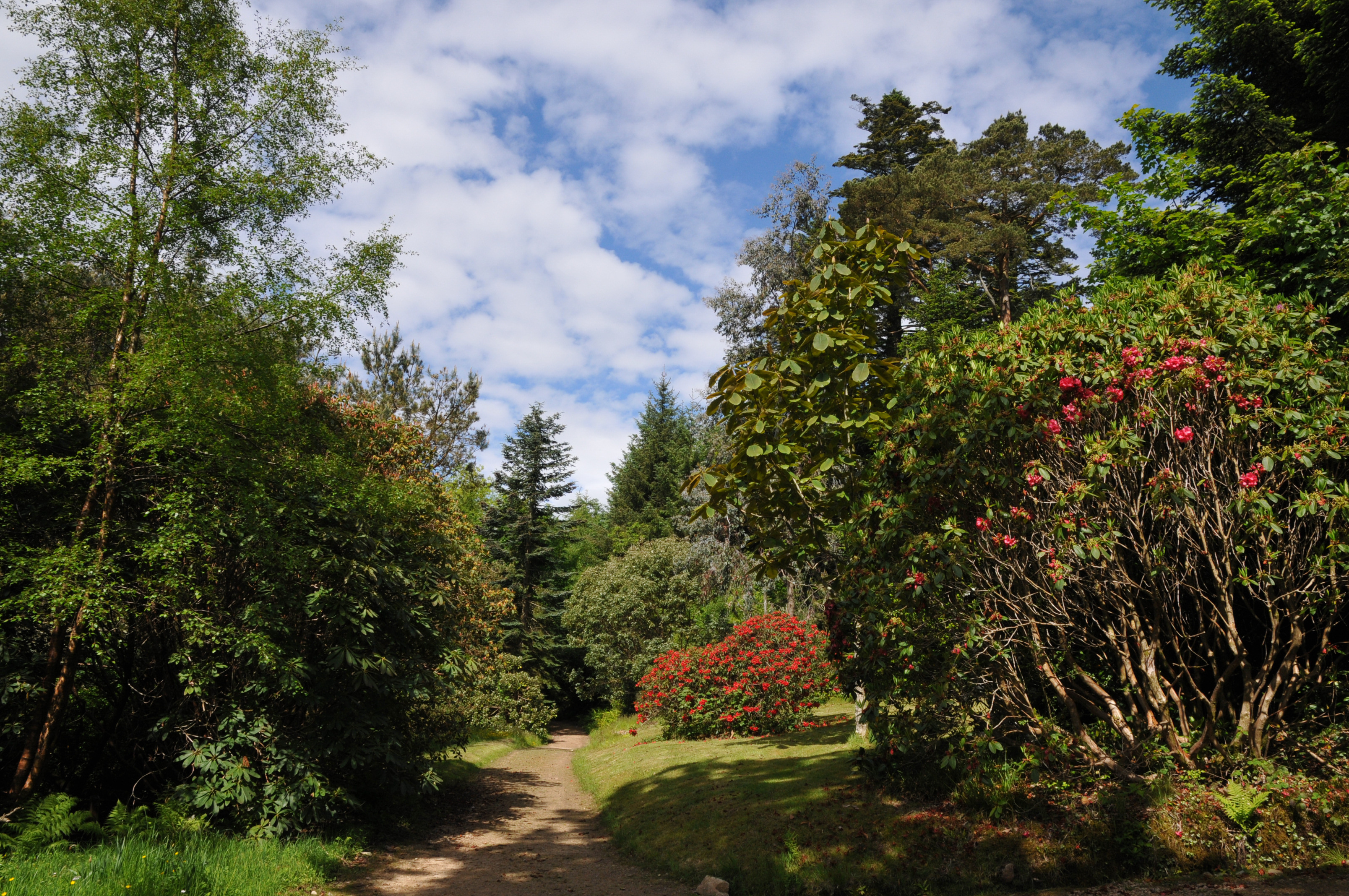
Partie im Horlick Garden
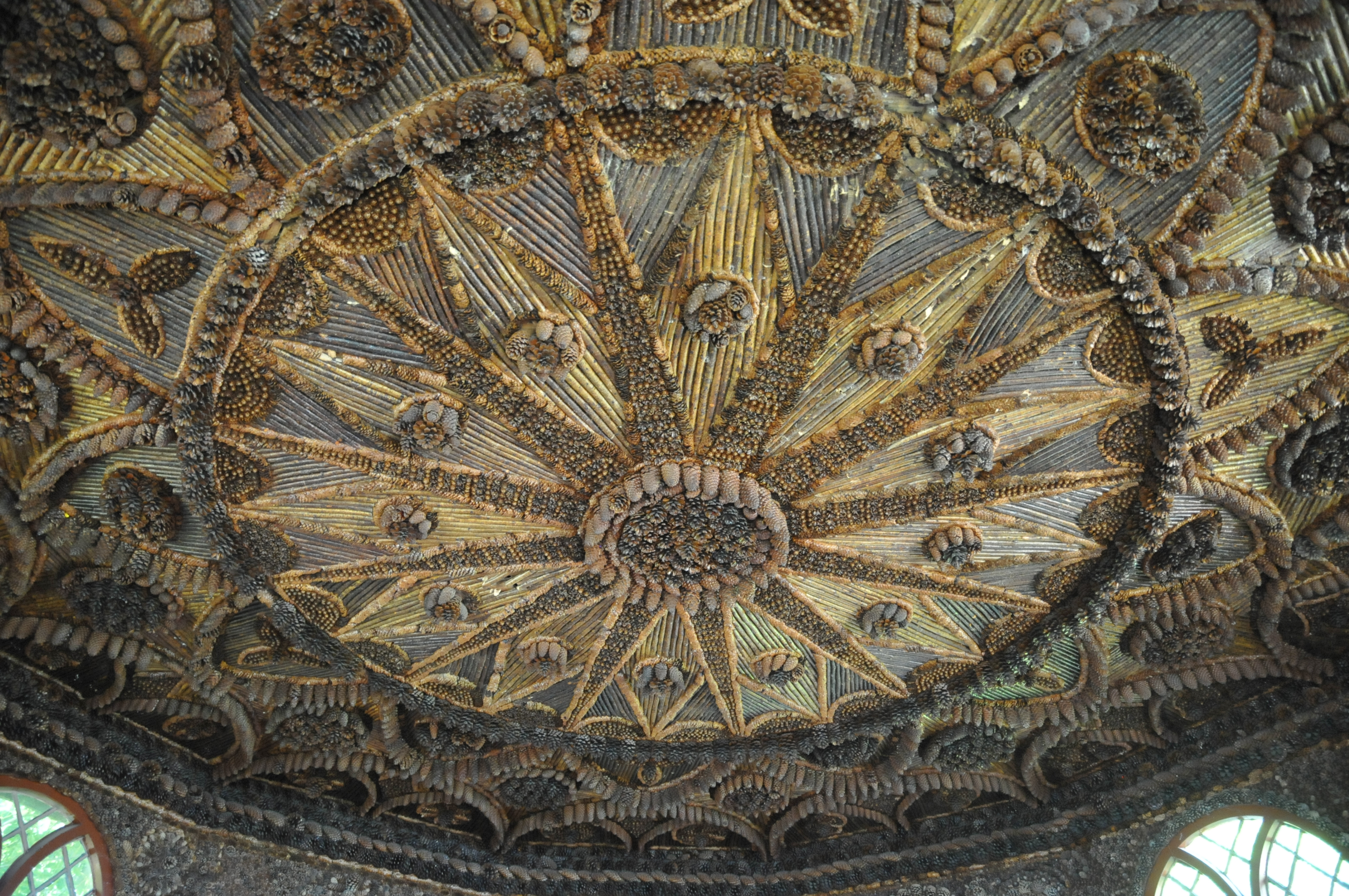
Decke im Bayerischen Sommerhaus

## Das Schloss in Kunst und Kultur
Obwohl Brodick Castle weit entfernt von den großen schottischen Königsschlössern liegt und mit Ausnahme der kurzen Regentschaftszeit James Hamiltons im 16. Jahrhundert nie überregionale Bedeutung besessen hat, ziert sein Bild seit 1987 die 20-Pfund-Noten der Royal Bank of Scotland. Die Regisseurin Sandra Goldbacher fand das Schloss derart ansprechend, dass ab Juli 1997 ein Teil der Dreharbeiten zu ihrem Film The Governess auf Brodick Castle stattfand.
Mit dem Schloss sind zudem diverse Geistergeschichten verbunden. So soll die sogenannte Graue Lady im älteren Teil des Gebäudes herumspuken. Man erzählt sich, es handele sich dabei um den Geist einer Frau, die wegen einer angeblichen Pesterkrankung im Schlossverlies eingesperrt worden war, wo sie jämmerlich verhungerte.
Außerdem soll schon mehrfach ein männlicher Geist sitzend in der Bibliothek gesehen worden sein. Und ein weißer Hirsch erscheint angeblich immer dann beim Schloss, wenn kurze Zeit darauf das Familienoberhaupt des Hamilton-Clans stirbt.

## Der Katzenstein

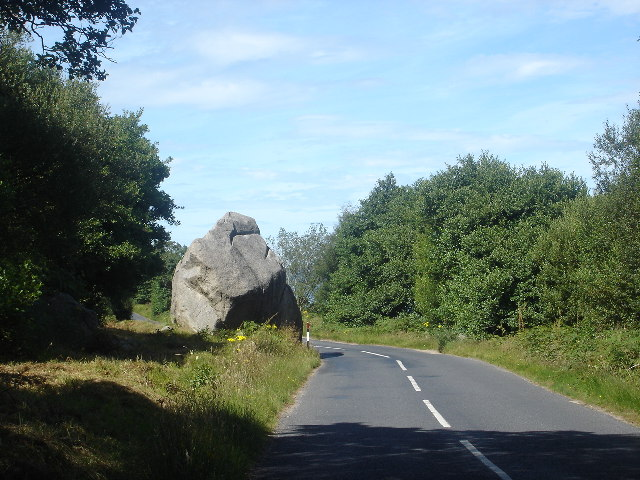
Der Katzenstein

Die mit dem Katzenstein verbundene Geschichte besagt, dass um 1652 in Allt-a-Chlaideimh (bei Brodick) ein Scharmützel zwischen Cromwells Garnison auf Brodick Castle und einer Gruppe von Einheimischen stattfand, wobei der letzte Soldat am Clach-a-Chath (Katzenstein) getötet wurde.